# 上海招商局广场
上海招商局广场是位於中華人民共和國上海市靜安區成都北路威海路的交界处的一幢综合性办公楼。該辦公樓於1995年10月动工兴建，1998年9月落成使用。总建筑面积约70000平方米，高度大約為100米，有2层地下车库以及4层裙房商场。2幢27層塔樓為辦公樓，而且是鋼筋混凝土結構連續體。外形類似凱旋門。